# 抵当権の処分の登記
抵当権の処分の登記（ていとうけんのしょぶんのとうき）とは、日本における登記の態様の1つで、抵当権の処分（民法376条）があった場合にする登記である。本稿では不動産登記における抵当権の処分の登記について説明する。抵当権の処分があった場合、当該処分を第三者に対抗するためには登記が必要となる（民法177条）。
本稿では根抵当権を含まない普通抵当権の処分の登記について説明する。以下、抵当権とあれば普通抵当権を指すものとする。根抵当権の処分の登記については根抵当権の処分の登記を参照。また、本稿では転（根）抵当・抵当権の被担保債権の質入・抵当権の譲渡又は放棄・抵当権の順位の譲渡又は放棄（以下順位譲渡又は順位放棄という）の登記について説明する。順位の変更の登記については順位変更登記を参照。

## 略語について
説明の便宜上、次のとおり略語を用いる。
法　　　：不動産登記法（平成16年6月18日法律第123号）
令　　　：不動産登記令（平成16年12月1日政令第379号）
規則 　：不動産登記規則（平成17年2月18日法務省令第18号）
記録例：不動産登記記録例（2009年（平成21年）2月20日民二500号通達）

## 転（根）抵当及び債権質入

### 概要
転抵当の意義については抵当権の処分#転抵当を参照。債権質入とは、抵当権の被担保債権につき質権を設定することである。
転（根）抵当権と原抵当権の登記事項は同一である必要はない（1965年（昭和40年）5月10日民甲996号電報回答）。すなわち、原抵当権には定めがない項目でも、転（根）抵当権には当該定めを設けることができる。

### 登記申請情報（一部）

#### 登記の目的
転抵当の場合の記載の例は以下のとおりである。
- 通常の転抵当の場合、「登記の目的　1番抵当権転抵当」（記録例419）
- 準共有抵当権の持分についての転抵当の場合、「登記の目的　1番抵当権A持分転抵当」（記録例422）
- 抵当権の一部の転抵当の場合、「登記の目的　1番抵当権の一部（金何円のうち何円分）転抵当」（記録例421）
- 債権の一部を担保するための転抵当の場合、「登記の目的　1番抵当権転抵当」（記録例420）
- 転抵当の転抵当の場合、「登記の目的　1番付記1号転抵当の転抵当」（記録例423）

抵当権の被担保債権の質入の場合の記載の例は以下のとおりである。
- 通常の被担保債権の質入の場合、「登記の目的　1番抵当権の債権質入」（記録例435）
- 被担保債権の一部の質入の場合、「登記の目的　1番抵当権の債権一部（金何円のうち何円）の質入」（記録例436）
- 被担保債権の根質入（根質権設定）の場合、「登記の目的　1番抵当権の債権根質入」（1992年（平成4年）5月13日民三2310号通達）

転根抵当の場合は転抵当に準じる。

#### 登記原因及びその日付・権利の内容
転抵当及び債権質入の場合、実質は抵当権の設定と同じであるので「原因　平成何年何月何日金銭消費貸借平成何年何月何日設定」（記録例419）又は「原因　平成何年何月何日金銭消費貸借債権額何円のうち何円平成何年何月何日設定」（債権の一部を担保するための転抵当の場合。記録例320。）のように記載する。記載の意味については抵当権設定登記#登記原因及びその日付を参照。また、利息や損害金などが登記事項である（令別表58項申請情報）が、具体的な記載の例は抵当権設定登記の該当箇所を参照。ただし、転抵当については抵当証券を発行することはできない（1989年（平成元年）8月8日民三2913号回答）。
転根抵当及び債権根質入の場合、実質は根抵当権の設定と同じであるので「原因　平成何年何月何日設定」のように記載する。記載の意味については根抵当権設定登記#登記申請情報（一部）を参照。また、極度額や債権の範囲などが登記事項である（令別表58項申請情報）が、具体的な記載の例は根抵当権設定登記の該当箇所を参照。
なお、債権（根）質入の場合の日付は原則として（根）質権の設定契約の効力発生日であるが、債権証書の交付日となる場合がある（民法363条参照）。

#### 登記申請人・添付情報・登録免許税
登記申請人（令3条1号）は、転（根）抵当の場合、転（根）抵当権者を登記権利者、原抵当権者を登記義務者として記載し、債権（根）質入の場合、（根）質権者を登記権利者、原抵当権者を登記義務者として記載する。いずれの場合も法人が申請人となる場合、以下の事項も記載しなければならない。
- 原則として申請人たる法人の代表者の氏名（令3条2号）
- 支配人が申請をするときは支配人の氏名（一発即答14頁）
- 持分会社が申請人となる場合で当該会社の代表者が法人であるときは、当該法人の商号又は名称及びその職務を行うべき者の氏名（2006年（平成18年）3月29日民二755号通達4）。

なお、転抵当権（転根抵当権を含まない）や質権（根質権を含まない）が準共有である場合、持分又は債権額を記載しなければならない（1960年（昭和35年）3月31日民甲712号通達第4-1参照）。
添付情報（規則34条1項6号、一部）は、登記原因証明情報（法61条・令7条1項5号ロ）、登記義務者の登記識別情報（法22条本文）又は登記済証である。法人が申請人となる場合は更に代表者資格証明情報（令7条1項1号）も原則として添付しなければならない。
一方、書面申請の場合であっても、登記義務者の印鑑証明書の添付は原則不要である（令16条2項・規則48条1項5号、令18条2項・規則49条2項4号及び48条1項5号）が、登記義務者が登記識別情報を提供できない場合には添付しなければならない（規則47条3号ハ参照）。
登録免許税（規則189条1項前段）は、不動産1個につき1,000円を納付する（登録免許税法別表第1-1(14)）。

## 抵当権の譲渡又は放棄・抵当権の順位譲渡又は順位放棄

### 概要
抵当権の譲渡又は放棄の意義については抵当権の処分#抵当権の譲渡・放棄を、抵当権の順位譲渡又は順位放棄の意義については抵当権の処分#抵当権の順位の譲渡・放棄をそれぞれ参照。
先順位抵当権者と後順位抵当権者が同一人物である場合でも抵当権の順位譲渡又は順位放棄をすることができる（1950年（昭和25年）6月22日民甲1735号通達）。また、民法376条1項に言う「同一の債務者」には債務者でない抵当権者を含むというのが先例である（1955年（昭和30年）7月11日民甲1427号回答）。従って、債務者が異なる抵当権に対して順位譲渡又は順位放棄をすることはできる（1958年（昭和33年）11月11日民三855号回答）。
一方、抵当権が法105条2号の設定請求権保全仮登記である場合には順位譲渡をすることはできない（1955年（昭和30年）11月29日民甲2514号回答）。
なお、未登記の抵当権に対して順位譲渡をした場合、当然に有効である（1961年（昭和36年）12月23日民甲3184号通達）。当該抵当権の設定登記後に順位譲渡の登記を申請しなければならないが、順位譲渡の登記の原因日付は順位譲渡契約の成立日である。

### 登記申請情報（一部）

#### 登記の目的
抵当権の譲渡又は放棄の場合の記載の例は以下のとおりである。
- 通常の抵当権の譲渡又は放棄の場合、「登記の目的　1番抵当権譲渡（又は放棄）」（記録例424）
- 準共有抵当権の持分の譲渡又は放棄の場合、「登記の目的　1番抵当権A持分譲渡（又は放棄）」（記録例427）
- 抵当権の一部の譲渡又は放棄の場合、「登記の目的　1番抵当権一部（金何円のうち何円）譲渡（又は放棄）」（記録例426）
- 他の債権の一部のための譲渡又は放棄の場合、「登記の目的　1番抵当権譲渡（又は放棄）」（記録例425）

抵当権の順位譲渡又は順位放棄の場合の記載の例は以下のとおりである。
- 通常の抵当権の順位譲渡又は順位放棄の場合、「登記の目的　1番抵当権の2番抵当権への順位譲渡（又は順位放棄）」（記録例428）
- 準共有抵当権の持分の順位譲渡又は順位放棄の場合、「登記の目的　1番抵当権のAの持分の2番抵当権への順位譲渡（又は順位放棄）」（記録例434）
- 抵当権の一部の順位譲渡又は順位放棄の場合、「登記の目的　1番抵当権の一部（金何円のうち何円分）の2番抵当権への順位譲渡（又は順位放棄）」（記録例432）
- 後順位抵当権の一部のための順位譲渡又は順位放棄の場合、「登記の目的　1番抵当権の2番抵当権の一部（金何円のうち何円分）への順位譲渡（又は順位放棄）」（記録例433）
- 同一順位者間の順位譲渡の場合、「登記の目的　1番（あ）の抵当権の1番（い）の抵当権への順位譲渡」（記録例429）
- 準共有者間の順位譲渡の場合、「登記の目的　1番抵当権のAの持分の同Bの持分への順位譲渡」（書式解説-446頁参照）

#### 登記原因及びその日付・権利の内容
抵当権の譲渡又は放棄の場合の登記原因及びその日付の記載の例は以下のとおりである。
- 通常の抵当権の譲渡又は放棄の場合、「原因　平成何年何月何日金銭消費貸借平成何年何月何日譲渡（又は放棄）」（記録例424）
- 準共有抵当権の持分の譲渡又は放棄の場合、「原因　平成何年何月何日金銭消費貸借平成何年何月何日持分譲渡（又は放棄）」（記録例427）
- 抵当権の一部の譲渡又は放棄の場合、「原因　平成何年何月何日金銭消費貸借平成何年何月何日一部譲渡（又は放棄）」（記録例426）
- 他の債権の一部のための譲渡又は放棄の場合、「原因　平成何年何月何日金銭消費貸借金何円のうち何円平成何年何月何日譲渡（又は放棄）」（記録例425）

記載の意味については抵当権設定登記#登記原因及びその日付を参照。また、利息や損害金などが登記事項である（令別表58項申請情報）が、具体的な記載の例は抵当権設定登記の該当箇所を参照。
抵当権の順位譲渡又は順位放棄の場合、登記原因及びその日付は「原因　平成何年何月何日順位譲渡（又は順位放棄）」（記録例428）又は「原因　平成何年何月何日抵当権一部順位譲渡（又は順位放棄）」（抵当権の一部の順位譲渡又は順位放棄の場合。記録例432。）のように記載する。利息や損害金は登記記録上明らかであるので記載する必要はない。

#### 登記申請人・添付情報・登録免許税
登記申請人（令3条1号）は、譲渡又は放棄を受ける者を登記権利者、譲渡又は放棄をする抵当権者を登記義務者として記載する。法人が申請人となる場合の代表者の氏名等の記載に関する論点は転（根）抵当及び債権質入の場合と同じである。
添付情報（規則34条1項6号、一部）は、登記原因証明情報（法61条・令7条1項5号ロ）、登記義務者の登記識別情報（法22条本文）又は登記済証である。法人が申請人となる場合は更に代表者資格証明情報（令7条1項1号）も原則として添付しなければならない。
一方、書面申請の場合であっても、登記義務者の印鑑証明書の添付は原則不要である（令16条2項・規則48条1項5号、令18条2項・規則49条2項4号及び48条1項5号）が、登記義務者が登記識別情報を提供できない場合には添付しなければならない（規則47条3号ハ参照）。
登録免許税（規則189条1項前段）は、不動産1個につき1,000円を納付する（登録免許税法別表第1-1(14)）。

## 登記の実行
抵当権の処分の登記は付記登記で実行される（規則3条4号）。
なお、登記官は、登記した抵当権について順位譲渡又は順位放棄の登記をするときは、当該抵当権の順位番号の次に、当該順位の譲渡又は放棄の登記の順位番号をかっこを付して記録しなければならない（規則163条）。